# Lucas 21

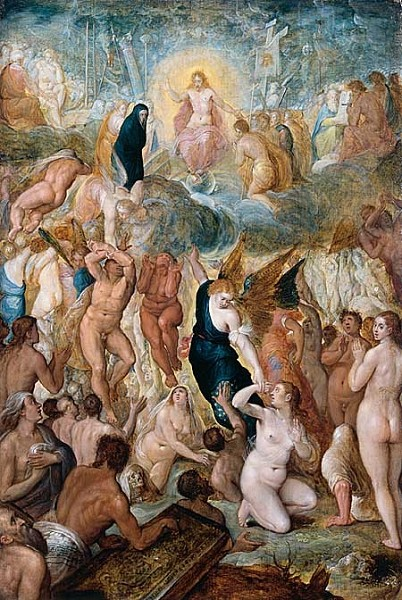
Segunda Vinda de Cristo.
1605-10. Por Hieronymous Francken II, atualmente na Residenzgalerie, de Salzburgo, na Áustria.

Lucas 21 é o vigésimo-primeiro capítulo do Evangelho de Lucas no Novo Testamento da Bíblia. Ele reconta os os ensinamentos de Jesus já em Jerusalém em sua última semana, principalmente o longo Discurso das Oliveiras, no qual ele profetiza sua segunda vinda, a destruição do Templo e de Jerusalém.

## O Tostão da Viúva
Este discurso aparece em dois dos evangelhos sinóticos, em Marcos 12 (Marcos 12:41–44) e em Lucas 21:1–4, quando ele estava pregando no Templo de Jerusalém. Na história, uma viúva doa duas lepta no Templo enquanto que os ricos doam muito mais e Jesus aproveita para explicar aos discípulos que os pequenos sacrifícios dos pobres significam mais para Deus do que as extravagantes doações dos ricos.

## Profecia da Segunda Vinda de Jesus
O Discurso das Oliveiras é um episódio da vida de Jesus que aparece nos três evangelhos sinóticos, em Mateus 24 (Mateus 24:1–31), Marcos 13 (Marcos 13:1–27) e em Lucas 21:5–36. Nele, Jesus explica para os seus apóstolos o conceito de seu retorno do céu, para onde se acredita que Ele teria ascendido para se sentar ao lado direito do Pai. Este episódio é a base da crença cristã na Segunda Vinda de Cristo. 
Primeiro, Jesus começa falando sobre o Templo, belo e ricamente decorado, profetizando que eles será destruído: «Quanto ao que vedes, dias virão, em que não ficará pedra sobre pedra, que não seja derribada.» (Lucas 21:5–6). É similar a Mateus 24:1–2 e Marcos 13:1–2.
Temerosos, os ouvintes perguntam quando isso acontecerá e se haverá sinais. Jesus então lhes fala sobre o que veio a ser conhecido como grande tribulação, um período de «haverá grandes terremotos, pestes e fomes em diversos lugares, e haverá terrores e grandes sinais do céu. Mas antes de tudo isto vos hão de prender e perseguir, entregando-vos às sinagogas e aos cárceres, levando-vos à presença de reis e governadores por causa do meu nome.» (Lucas 21:11–12). Segundo o relato de Lucas, haverá perseguições, traições e ódio, mas os fieis não teriam com o que se preocupar, pois «pela vossa perseverança ganhareis as vossas almas.» (Lucas 20:19). Este trecho é similar a Mateus 24:3–14 e Marcos 13:3–13.
Jesus continua contando sobre o destino de Jerusalém, que será completamente destruída. Recomenda a fuga dos que puderem, para os montes e para os campos, pois «porque estes são dias de vingança, para se cumprir tudo o que está escrito.» (Lucas 21:22). Veja também Mateus 24:15–21 e Marcos 13:14–19. Finalmente ele profetiza seu próprio retorno:
| “ | «Haverá sinais no sol, na lua e nas estrelas, e sobre a terra haverá angústia das nações em perplexidade pelo bramido do mar e das ondas, desfalecendo os homens de medo e pela expectação das coisas que sobrevêm ao mundo; pois as potestades dos céus serão abaladas. Então verão o Filho do homem vir numa nuvem com poder e grande glória. Quando, porém, estas coisas começarem a acontecer, exultai e levantai as vossas cabeças; porque a vossa redenção se aproxima.» (Lucas 21:25–28) | ” |

Sua volta foi prevista também em Mateus 24:29–31 e Marcos 13:24–27.

### Parábola da Figueira
Esta parábola, ainda no contexto da profecia da Segunda Vinda, aparece em Lucas 21:29–33 e também em Mateus 24:32–35 e Marcos 13:28–31. Ela fala sobre o Reino de Deus através de uma figueira (como já havia acontecido na igualmente breve Parábola da Figueira Estéril), que, quando começa frutificar, é sinal do que virá a acontecer. Lucas apresenta esta parábola num contexto escatológico, como as folhas da figueira, os sinais que ele acaba de revelar no Discurso das Oliveiras imediatamente antes, uma indicação da vinda do Reino de Deus.

### Importância de manter-se vigilante
Jesus encerra o "Discurso das Oliveiras" recomendando cuidado para com os excessos da vida, que podem voltar "como um laço" sobre todos. E recomenda vigilância aos que gostariam de esperar a volta do Filho do Homem (Lucas 21:34–36).

## Vida de Jesus
Lucas termina contando que Jesus vivia no Monte das Oliveiras e ia diariamente ao Templo para falar com a multidão, que acordava bem cedo para ouvi-lo (Lucas 21:37–38).

## Texto
O texto original deste evangelho foi escrito em grego koiné e alguns dos manuscritos antigos que contém este capítulo, dividido em 38 versículos, são:
- Papiro 75 (c. 175-225)
- Codex Vaticanus (325-350)
- Codex Sinaiticus (330-360)
- Codex Bezae (c. 400)
- Codex Washingtonianus (c. 400)
- Codex Alexandrinus (c. 400-440)
- Codex Ephraemi Rescriptus (c. 450; apenas os versículos 21-38)